# Сінто Кацуйосі
Сінто Кацуйосі (яп. 信藤 健仁, нар. 15 вересня 1960, Хіросіма —) — японський футболіст, що грав на позиції захисника.

## Клубна кар'єра
Грав за команду Мазда, Урава Ред Даймондс, Бельмаре Хірацука.

## Виступи за збірну
Дебютував 1987 року в офіційних матчах у складі національної збірної Японії. У формі головної команди країни зіграв 15 матчів.

## Статистика
Статистика виступів у національній збірній.
| Збірна Японії | Збірна Японії | Збірна Японії |
| Роки          | Ігри          | голи          |
| ------------- | ------------- | ------------- |
| 1987          | 2             | 0             |
| 1988          | 3             | 0             |
| 1989          | 8             | 1             |
| 1990          | 2             | 0             |
| Усього        | 15            | 1             |